# Basblokfluit
Een basblokfluit is een blaasinstrument dat behoort tot de familie van de blokfluiten.
De basblokfluit speelt een octaaf lager dan de altblokfluit. In de blokfluitfamilie zit ze in tussen de tenorblokfluit en de grootbasblokfluit en ze is uitgevoerd in toonsoort F.
Vanwege de lengte van de fluit zijn de laagste tonen (F, Fis, G, en Gis) vaak voorzien van een klepmechanisme.
Bij de meeste meerstemmige blokfluitmuziek is de basblokfluit meestal het laagste instrument.
Maar spelen als geoctaveerde alt is ook mogelijk. Men gebruikt dan de G-sleutel.